# Segersön
Segersön este o arie protejată (arie specială de conservare — SAC, sit de importanță comunitară — SCI) din Suedia întinsă pe o suprafață de 770,6 ha, integral pe uscat.

## Localizare
Centrul sitului Segersön este situat la coordonatele 59°28′03″N 16°55′51″E / 59.4676°N 16.9309°E.

## Înființare
Situl Segersön a fost declarat sit de importanță comunitară în ianuarie 1998 pentru a proteja 1 specie de animale. Situl a fost protejat și ca arie specială de conservare în martie 2011.

## Biodiversitate
Situată în ecoregiunea boreală, aria protejată conține 6 habitate naturale: Lacuri eutrofice naturale cu vegetație de tip Magnopotamion sau Hydrocharition, Păduri de stejar sau de stejar și carpen sub-atlantice și medio-europene de Carpinion betuli, Păduri caducifoliate de mlaștină fino-scandinave, Păduri caducifoliate bătrâne naturale hemiboreale fino-scandinave (Quercus, Tilia, Acer, Fraxinus sau Ulmus) bogate în specii epifite, Pășuni din zone de pădure fino-scandinave, Taiga vestică.
La baza desemnării sitului se află o specie protejată de  nevertebrate: Anthrenochernes stellae.